# Kohlenbahn

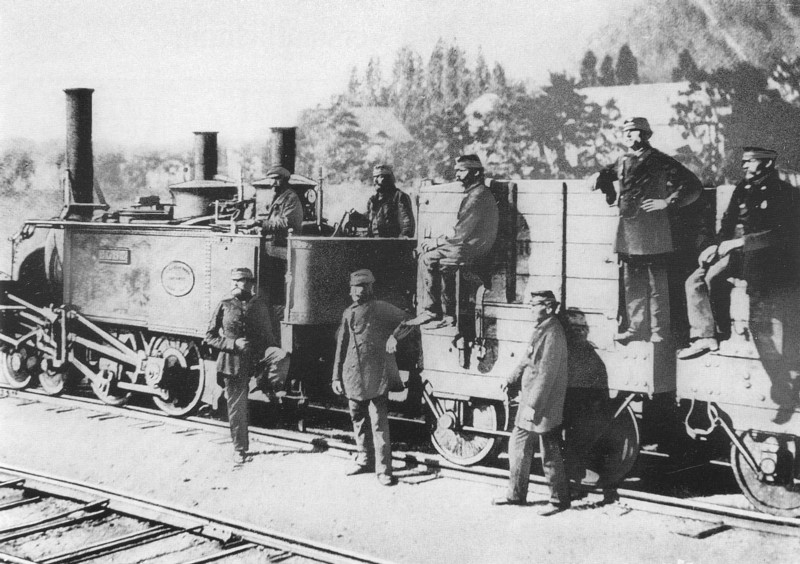
Die Hänichener Kohlezweigbahn bei Dresden (erbaut 1856) war eine der ältesten deutschen Kohlenbahnen

Eine Kohlenbahn ist eine Eisenbahnstrecke, die insbesondere der Verbindung eines Kohlebergwerkes mit dem öffentlichen Eisenbahnnetz oder direkten Abnehmern wie zum Beispiel Wärmekraftwerken, Brikettfabriken, Eisenhütten oder Kokereien dient. Sie ist meist Eigentum der angeschlossenen Bergwerke, ein Betrieb durch den Staat stellt eine Ausnahme dar.
Rechtlich sind Kohlenbahnen meist als Anschlussbahn klassifiziert, in einigen Ländern stehen sie als Grubenanschlussbahn auch unter Aufsicht der jeweiligen Bergbehörde.
Häufig dienen Kohlebahnen neben dem Abtransport der Kohle aus dem Bergwerk in umgekehrter Richtung auch dem Transport von Versatzmaterial zum Bergwerk oder von Abraum oder Bergematerial   bzw. Asche oder REA-Gips zur Deponierung auf Halden.